# Castillo de Botenlauben
El castillo de Botenlauben (o Bodenlaube) es un castillo en ruinas situado en Reiterswiesen, barrio de la ciudad balneario alemana de Bad Kissingen, en Baviera, Alemania.

## Historia
El castillo fue el hogar de Otto von Botenlauben, Conde de Henneberg, y su esposa Beatrix de Courtenay (los fundadores del monasterio de Frauenroth), que vivieron allí de 1220 a 1242. Se desconoce el aňo preciso en que se construyó el castillo, pero se supone que comenzó en torno a 1180. El nombre "Botenlauben“ se deriva probablemente del nombre "Boto“ y la palabra Laube (que significaba "hogar" en aquella época). En el aňo 1234, el castillo pasó a ser propiedad de Hermann I de Lobdeburg, que era obispo de Wurzburgo. En 1242, llegó a ser la sede de la administración del obispo de Wurzburgo, que fue trasladada en 1525, después de la sublevación campesina, a Ebenhausen y completamente liquidada en 1670.
Durante la guerra de los campesinos alemanes, los campesinos de Aura an der Saale se hicieron dueños del castillo. Según la leyenda, los campesinos fueron admitidos por el cocinero del castillo, pero no le recompensaron con el oro prometido, sino que lo cegaron y lo mataron; según dicen, desde entonces su alma inquieta ha vagueado por el castillo en noches tempestuosas, picando en su tabla de cortar.
Después de sofocar la sublevación campesina, les obligaron a reconstruir el destruido castillo. En 1553, se destruyó definitivamente el castillo durante la guerra de los margraves, y en el siglo XVII era usado por los habitantes de Reiterswiesen como cantera. Todo esto se acabó alrededor del aňo 1830, cuando la gente comenzó a interesarse por el Romanticismo y la Edad Media. Esto se manifestó, por ejemplo, en el aňo 1881 al fundarse la asociación "Botenlaube-Verein", cuyo principal objetivo era convertir el castillo en atracción turística. A principios del siglo XX, sin embargo, la gente cambió su actitud y empezó a interesarse en la historia del castillo. Durante la segunda mitad del siglo XX, se han realizado trabajos de restauración. Hoy en día, se celebra anualmente en septiembre la fiesta "Burgfest" rememorando la vida cotidiana dentro del castillo durante la Edad Media.

## Construcción
La construcción del castillo con sus dos torres redondas, que se conservan solo como tocones, se parece al castillo de Münzberg en Wetterau. Otros de construcción similar son los de Saaleck, Hohandlau y Tharant.